# NGC 3842
NGC 3842 (również PGC 36487 lub UGC 6704) – galaktyka eliptyczna (E), znajdująca się w gwiazdoziorze Lwa. Należy do gromady galaktyk Abell 1367 i jest jej najjaśniejszą galaktyką. Odkrył ją William Herschel 26 kwietnia 1785 roku.
W centrum galaktyki znajduje się jedna z najcięższych znanych supermasywnych czarnych dziur o masie około 9,7 miliarda mas Słońca (7,2–12,7 mld M☉). Odkryta przez ten sam zespół astronomów czarna dziura o jeszcze większej masie znajduje się w centrum galaktyki NGC 4889.